# تمشک سرخ جنگلی
تمشک سرخ جنگلی (نام علمی: Rubus spectabilis)، گونه‌ای از تمشک از تیره گلسرخیان و بومی سواحل غربی آمریکای شمالی از مرکز غربی آلاسکا تا کالیفرنیا و داخل کشور تا آیداهو است.
تمشک سرخ جنگلی بوته‌ای به ارتفاع ۱ الی ۴ متر، از گیاهان پایا نه گیاه دو ساله است و ساقه‌های چوبی آن با خارهای ریزی پوشیده شده است. برگهای آن دارای سه برگچه به طول ۷ الی ۲۲ سانتیمتر و برگچه واقع در نوک از برگچه‌های دو طرف بزرگتر هستند. حاشیه برگها دندانه‌دار هستند. قطر گلها ۲ الی ۳ سانتیمتر و دارای ۵ گلبرگ زرشکی متمایل به صورتی هستند و از اوایل بهار تا اوایل تابستان می‌شکفند. میوه‌ها اواخر تابستان تا اوایل پاییز می‌رسند، و شبیه یک تمشک بزرگ زردرنگ تا قرمز-نارنجی به طول ۱٫۵ تا ۲ سانتیمتر و شفت‌های زیادی هستند.
در شمال غربی اقیانوس آرام آمریکای شمالی بری‌ها از اوایل ماه مه تا اواخر ژوئیه می‌رسند.
تمشک‌های سرخ جنگلی در جنگل‌های مرطوب و حاشیه نهرها، بویژه در جنگل‌های ساحلی یافت می‌شوند، آنها اغلب توده‌های بزرگی را تشکیل داه و در فضاهای باز در زیر توسکاهای قرمز رشد می‌کنند.

## کشت و استفاده
تمشک سرخ جنگلی خوردنی است و ساختار مشترک با تمشک دارد، و میوه‌اش از نهنج آن درست شده است. به عنوان «بی‌طعم و بی‌مزه» به آن اشاره شده است، اما بسته به مکان و رسیدن آن خوب است خام خورده شوند پس از طی مدتی بهتر است به مربا، آب‌نبات، ژله و شراب تبدیل شوند. این تمشک میوه مهمی برای افراد بومی بودند. به طور سنتی آنها را با ماهی آزاد می‌خوردند یا با روغن شمع‌ماهی یا ماهی آزاد مخلوط می‌کردند. اما به خاطر داشتن رطوبت زیاد آنها را خشک نمی‌کردند.
به خاطر گلهایش به طور وسیعی به عنوان گیاه زینتی کاشته می‌شوند. شکل دو گلهٔ آن در دهانه رودخانه داکابوش واقع در شهرستان جفرسون، واشینگتن حدود اول مه سال ۱۹۶۱ توسط دکتر آر.سی. کریل‌من از برمرتون، واشینگتن کشف شد. نام این رقم را «المپیک دابل» یا «المپیک» گذاشتند. رقم دو گلهٔ دیگری از تمشک سرخ جنگلی توسط فیلیس ماندی از ونکور، بریتیش کلمبیا یافت شد، اما زمان یا مکان این کشف مشخص نشده است. این رقم شاید در باغها با «دابل المپیک» اشتباه گرفته شود.
این گیاه در شمال غربی اروپا از جمله بریتانیای کبیر، ایرلند و جزایر فارو بومی شده و به طور خودرو رشد می‌کند و نیازی به کاشت ندارد.

## نگارخانه

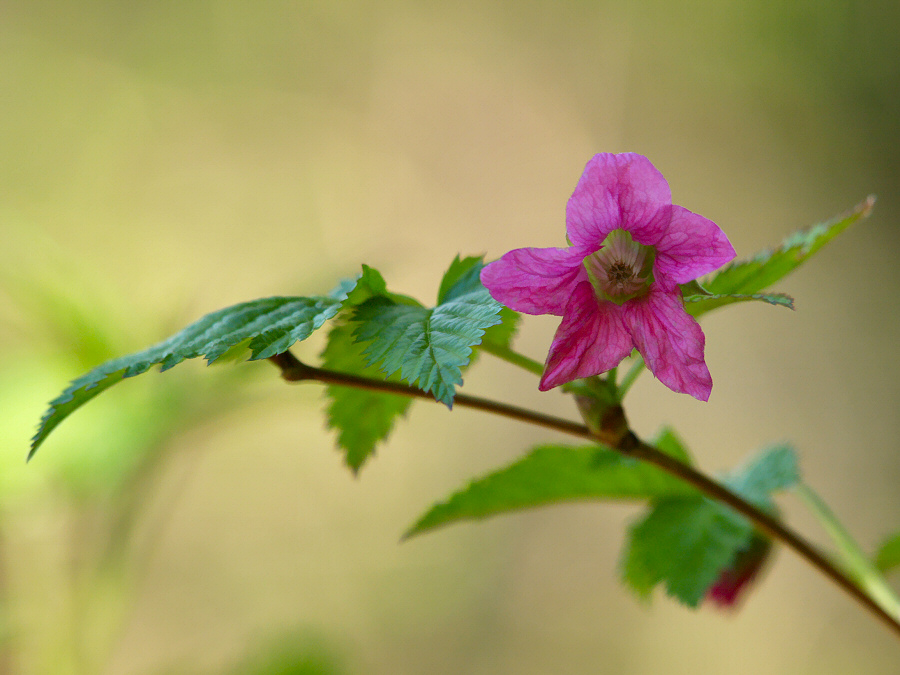
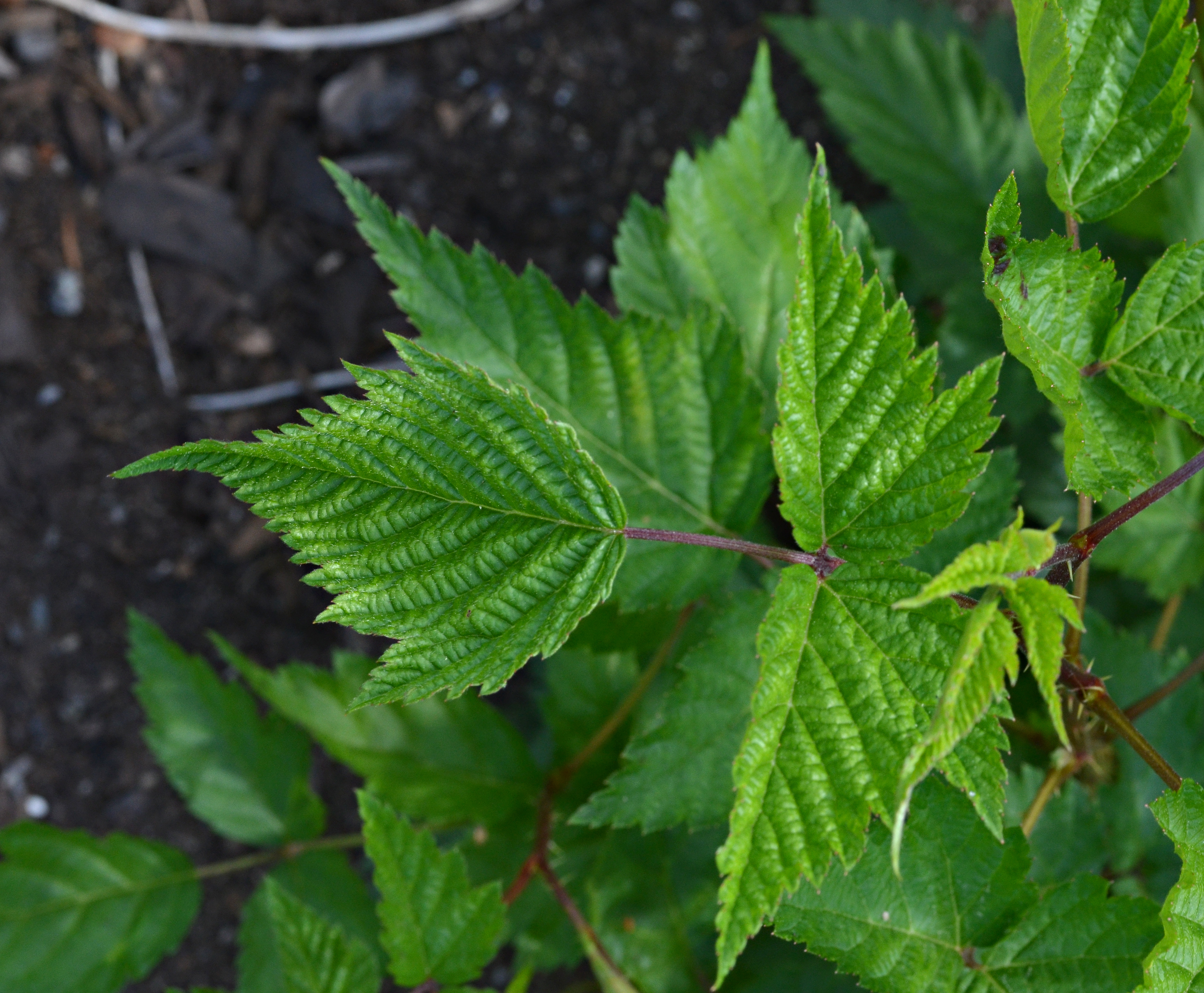
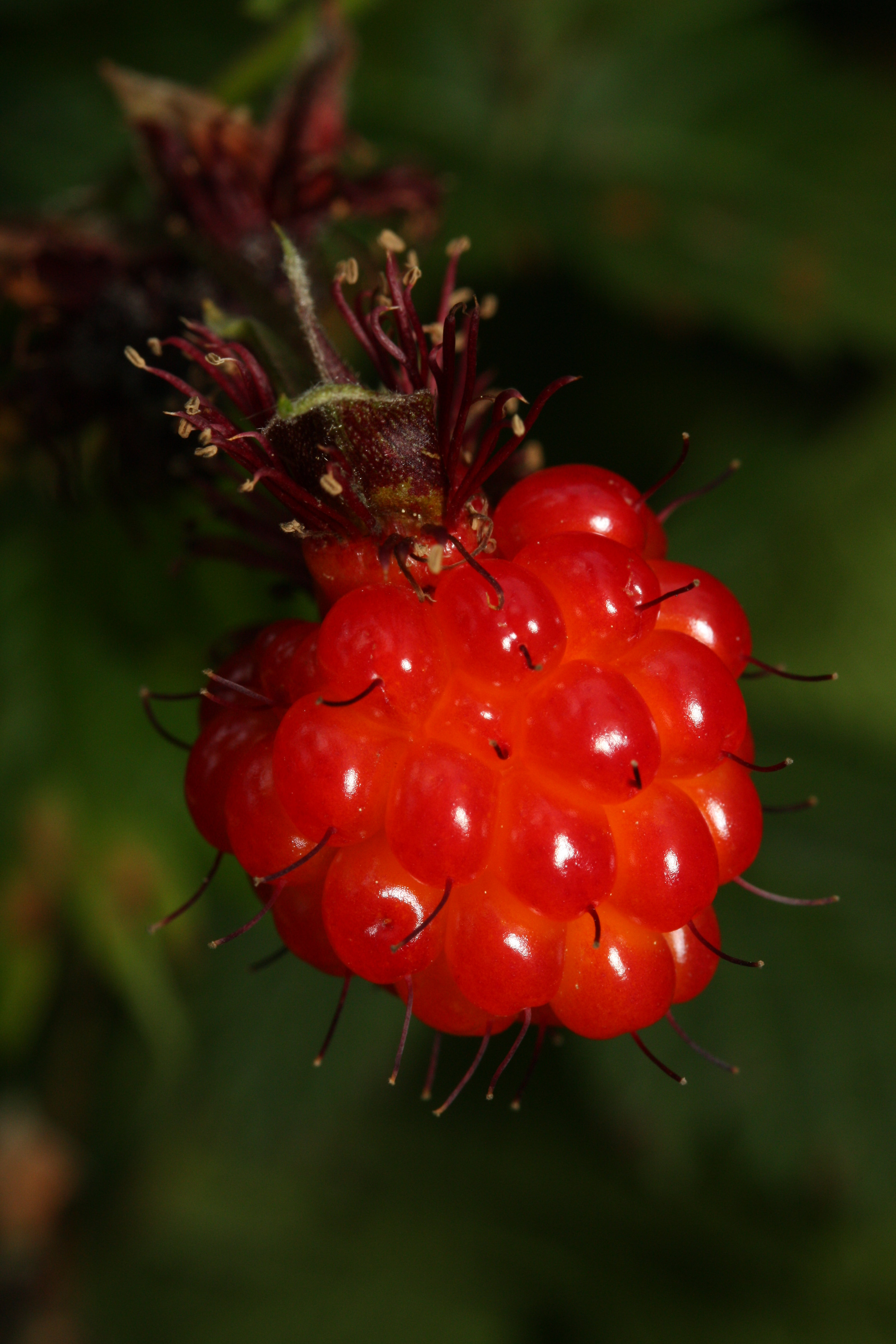
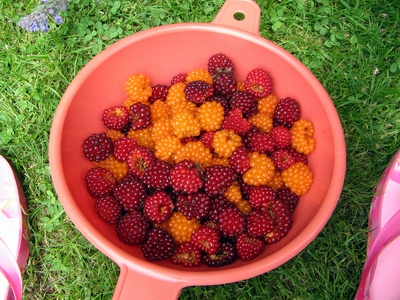

## پیوند به خارج
- پرونده‌های رسانه‌ای مربوط به Rubus spectabilis در ویکی‌انبار
- اطلاعات مرتبط Rubus spectabilis در ویکی‌گونه.

- Czech Botany, Rubus spectabilis Pursh – ostružiník / ostružina in Czech with color photos of flowers, fruits, and leaves
- Plants for a Future
- US National Forest Service, Index of Species Information
- University of Washington plant data sheet
- "Rubus spectabilis". Natural Resources Conservation Service PLANTS Database. وزارت کشاورزی ایالات متحده آمریکا. Retrieved 2009-06-30.